# Ulica Organizacji WiN w Łodzi
Ulica Organizacji WiN – ulica w Łodzi znajdująca się na osiedlu Bałuty-Doły.
Dawniej dwie ulice: Dworska i Nowo-Dworska, następnie Dworska, a podczas okupacji niemieckiej Matrosengasse. Przy ulicy mieściło się wiele ważnych dla getta instytucji, np. zaopatrzeniowych. W budynku 74 był wtedy Dom Starców oraz Przytułek dla Bezdomnych, a po ich wywózce szpital, w którym pracował Arnold Mostowicz. W latach 1951–1990 ponownie dwie ulice: Włady Bytomskiej i Alfreda Lampego.
Pod numerem 2a mieściła się kaplica ewangelicko-augsburska, a obecnie:
- Zbór Kościoła Ewangelicznych Chrześcijan „Woda Życia” w Łodzi
- Parafia Ewangelicko-Metodystyczna Opatrzności Bożej w Łodzi